# サンデーPUSHスポーツ
『サンデーPUSHスポーツ』（サンデープッシュスポーツ）は、日本テレビほかで2022年（令和4年）3月20日から毎週日曜 16:55 - 17:25に放送されているスポーツバラエティ番組である。

## 概要
アスリートの取材VTRを見つつ、スタジオゲストが「聞きたいシーン」「気になるシーン」があればボタンを押してストップするというスポーツドキュメンタリー番組。
特に読売ジャイアンツに関する回が多く、2024年開幕前にMC川島が東京ドームのベンチで就任1年目の阿部慎之助監督と対談を行っている。

## 出演者
- 川島明（麒麟）

## スタッフ
- 企画・演出：英賀裕史
- 構成：橋本大介、中澤勇研
- TM：小椋敏宏（2024年6月2日-）
- SW：三井隆裕、米田博之、岡田勇輝、横田将宏【週替り】
- カメラ：濱川和人、浦上真里奈、圓谷光記【週替り】
- 音声：赤池暢也、浅野帆南、榊原大輔【週替り】
- VE：柳澤圭佑、向山江梨佳、笈川太、三崎美貴、中村仁一朗【週替り】
- 照明：名取孝昌、小川勉、高橋明宏、加藤恵介【週替り】
- 技術協力：NiTRO
- CG：ODDJOB
- 美術協力：日テレアート
- 美術プロデューサー：高塚敏史
- 美術デザイン：熊崎真知子
- 装置：松尾優樹
- 電飾：川井智香子
- メイク：林朋香、豆﨑雪乃、小野来海、橋本美里、小島梨香、家崎裕子【週替り】
- 編集：駒形将貴【毎週】、遠藤我矩、葛西麗央、植木亜奈、千田稔【週替り】
- 音効：樋口謙
- MA：小川智生【基本毎週】、久米川広成【不定期】
- TK：石島加奈子、山際慎子
- リサーチ：中原祐
- デスク：武井彩恵（2023年12月3日-）
- ディレクター：武田恭平、宇井久美香、江尻公華、大杉悠介、中澤俊幸、伊藤大輔、梅木理沙/吉池朗、広地悠誠、廣野実佑、牛窪友香、久保泰士、宮本翔平、今咲乃、三宅祐里子、喜島大成、木村勇太、伊藤駿太、橋本椰々子、田谷皓平【週替り】
- 演出：築地敦史、中川雅大、盛田和哉、石垣一真、舩津翔、大原正也、伴在宏将、笠原瑠宇久
- プロデューサー：吉田雛子、松田咲菜、塚本和也、平井知元、小田切織枝、二瓶剛、塚田直之、髙橋保乃（吉田→2025年6月-、小田切・髙橋→2023年12月3日-）
- チーフプロデューサー：伊東修（2022年6月5日-）
- 制作協力：passion、AX-ON、ZIPPY、創輝
- 製作著作：日本テレビ

### 過去のスタッフ
- TM：神田洋介（2022年3月20日-5月29日）、村上正（2022年6月5日-2024年5月）
- CAM：榎本丈之
- 照明：山内圭、角田信稔
- 美術プロデューサー：高津光一郎（-2025年5月）
- 装置：神戸伸太（-2025年5月）
- デスク：御手洗万姫（2022年3月20日-2023年11月26日）
- 演出：武石一也（2022年3月20日-5月29日）、岐部広和、三枝賢史、吉岡賢祐（吉岡→以前はディレクター）、滝田朋之、遠藤寿寛
- プロデューサー：菅沼和美（2022年3月20日-7月）、金子香（2022年6月26日-数回）、岡崎健人（2022年6月5日-2024年5月）、仲田竜馬、井上伸正、西川宏一、村田聡子、半田悠（半田→2023年12月3日-2025年5月）
- チーフプロデューサー：今井田彩（2022年3月20日-5月29日）
- 制作協力：厨子王（2022年3月20日-7月）

## ネット局
全編ローカルセールス枠のため、基本同時ネット局であっても臨時非ネットとすることがある。
| 放送対象地域 | 放送局            | 系列           | 放送日時           | 放送期間        | ネット状況 | 備考     |
| ------------ | ----------------- | -------------- | ------------------ | --------------- | ---------- | -------- |
| 関東広域圏   | 日本テレビ（NTV） | 日本テレビ系列 | 日曜 16:55 - 17:25 | 2022年3月20日 - | 制作局     | 制作局   |
| 富山県       | 北日本放送（KNB） | 日本テレビ系列 | 日曜 16:55 - 17:25 | 2022年3月20日 - | 同時ネット | [ 注 1 ] |
| 徳島県       | 四国放送（JRT）   | 日本テレビ系列 | 日曜 16:55 - 17:25 | 2023年4月9日 -  | 同時ネット | [ 注 2 ] |

### 単発放送
| 放送対象地域   | 放送局                    | 系列                          | 放送日時                              | 放送期間                    | ネット状況 | 備考     |
| -------------- | ------------------------- | ----------------------------- | ------------------------------------- | --------------------------- | ---------- | -------- |
| 北海道         | 札幌テレビ（STV）         | 日本テレビ系列                | 日曜 17:05 - 17:25 日曜 16:55 - 17:25 | 2024年5月26日 2024年6月23日 | 同時ネット | [ 注 3 ] |
| 青森県         | 青森放送（RAB）           | 日本テレビ系列                | 日曜 17:05 - 17:25 日曜 16:55 - 17:25 | 2024年5月26日 2024年6月23日 | 同時ネット | [ 注 3 ] |
| 岩手県         | テレビ岩手（TVI）         | 日本テレビ系列                | 日曜 17:05 - 17:25 日曜 16:55 - 17:25 | 2024年5月26日 2024年6月23日 | 同時ネット | [ 注 3 ] |
| 秋田県         | 秋田放送（ABS）           | 日本テレビ系列                | 日曜 17:05 - 17:25 日曜 16:55 - 17:25 | 2024年5月26日 2024年6月23日 | 同時ネット | [ 注 3 ] |
| 山形県         | 山形放送（YBC）           | 日本テレビ系列                | 日曜 17:05 - 17:25 日曜 16:55 - 17:25 | 2024年5月26日 2024年6月23日 | 同時ネット | [ 注 3 ] |
| 福島県         | 福島中央テレビ（FCT）     | 日本テレビ系列                | 日曜 17:05 - 17:25 日曜 16:55 - 17:25 | 2024年5月26日 2024年6月23日 | 同時ネット | [ 注 3 ] |
| 新潟県         | テレビ新潟（TeNY）        | 日本テレビ系列                | 日曜 17:05 - 17:25 日曜 16:55 - 17:25 | 2024年5月26日 2024年6月23日 | 同時ネット | [ 注 3 ] |
| 長野県         | テレビ信州（TSB）         | 日本テレビ系列                | 日曜 17:05 - 17:25 日曜 16:55 - 17:25 | 2024年5月26日 2024年6月23日 | 同時ネット | [ 注 3 ] |
| 石川県         | テレビ金沢（KTK）         | 日本テレビ系列                | 日曜 17:05 - 17:25 日曜 16:55 - 17:25 | 2024年5月26日 2024年6月23日 | 同時ネット | [ 注 3 ] |
| 福井県         | 福井放送（FBC）           | 日本テレビ系列                | 日曜 17:05 - 17:25 日曜 16:55 - 17:25 | 2024年5月26日 2024年6月23日 | 同時ネット | [ 注 3 ] |
| 鳥取県・島根県 | 日本海テレビ（NKT）       | 日本テレビ系列                | 日曜 17:05 - 17:25 日曜 16:55 - 17:25 | 2024年5月26日 2024年6月23日 | 同時ネット | [ 注 3 ] |
| 山口県         | 山口放送（KRY）           | 日本テレビ系列                | 日曜 17:05 - 17:25 日曜 16:55 - 17:25 | 2024年5月26日 2024年6月23日 | 同時ネット | [ 注 3 ] |
| 岡山県・香川県 | 西日本放送（RNC）         | 日本テレビ系列                | 日曜 17:05 - 17:25 日曜 16:55 - 17:25 | 2024年5月26日 2024年6月23日 | 同時ネット | [ 注 3 ] |
| 愛媛県         | 南海放送（RNB）           | 日本テレビ系列                | 日曜 17:05 - 17:25 日曜 16:55 - 17:25 | 2024年5月26日 2024年6月23日 | 同時ネット | [ 注 3 ] |
| 高知県         | 高知放送（RKC）           | 日本テレビ系列                | 日曜 17:05 - 17:25 日曜 16:55 - 17:25 | 2024年5月26日 2024年6月23日 | 同時ネット | [ 注 3 ] |
| 長崎県         | 長崎国際テレビ（NIB）     | 日本テレビ系列                | 日曜 17:05 - 17:25 日曜 16:55 - 17:25 | 2024年5月26日 2024年6月23日 | 同時ネット | [ 注 3 ] |
| 熊本県         | くまもと県民テレビ（KKT） | 日本テレビ系列                | 日曜 17:05 - 17:25 日曜 16:55 - 17:25 | 2024年5月26日 2024年6月23日 | 同時ネット | [ 注 3 ] |
| 鹿児島県       | 鹿児島読売テレビ（KYT）   | 日本テレビ系列                | 日曜 17:05 - 17:25 日曜 16:55 - 17:25 | 2024年5月26日 2024年6月23日 | 同時ネット | [ 注 3 ] |
| 近畿広域圏     | 読売テレビ（ytv）         | 日本テレビ系列                | 日曜 17:05 - 17:25                    | 2024年5月26日               | 同時ネット | [ 注 3 ] |
| 大分県         | テレビ大分（TOS）         | 日本テレビ系列 フジテレビ系列 | 日曜 17:05 - 17:25                    | 2024年5月26日               | 同時ネット | [ 注 3 ] |

### 特別番組による放送休止
- 2022年8月28日は「24時間テレビ45　愛は地球を救う　〜会いたい！〜」放送のため休止。
- 2022年11月27日は「スケートボード日本選手権」中継のため休止[注 5]。
- 2023年1月1日は「笑点 お正月だよ！大喜利まつり」放送のため休止。
- 2024年6月2日は「沸騰!地球アツベンチャーアマゾン屋久島アラスカへ!宇宙から燃える熱帯雨林が…」（中京テレビ制作）放送のため休止。